# Хідатса

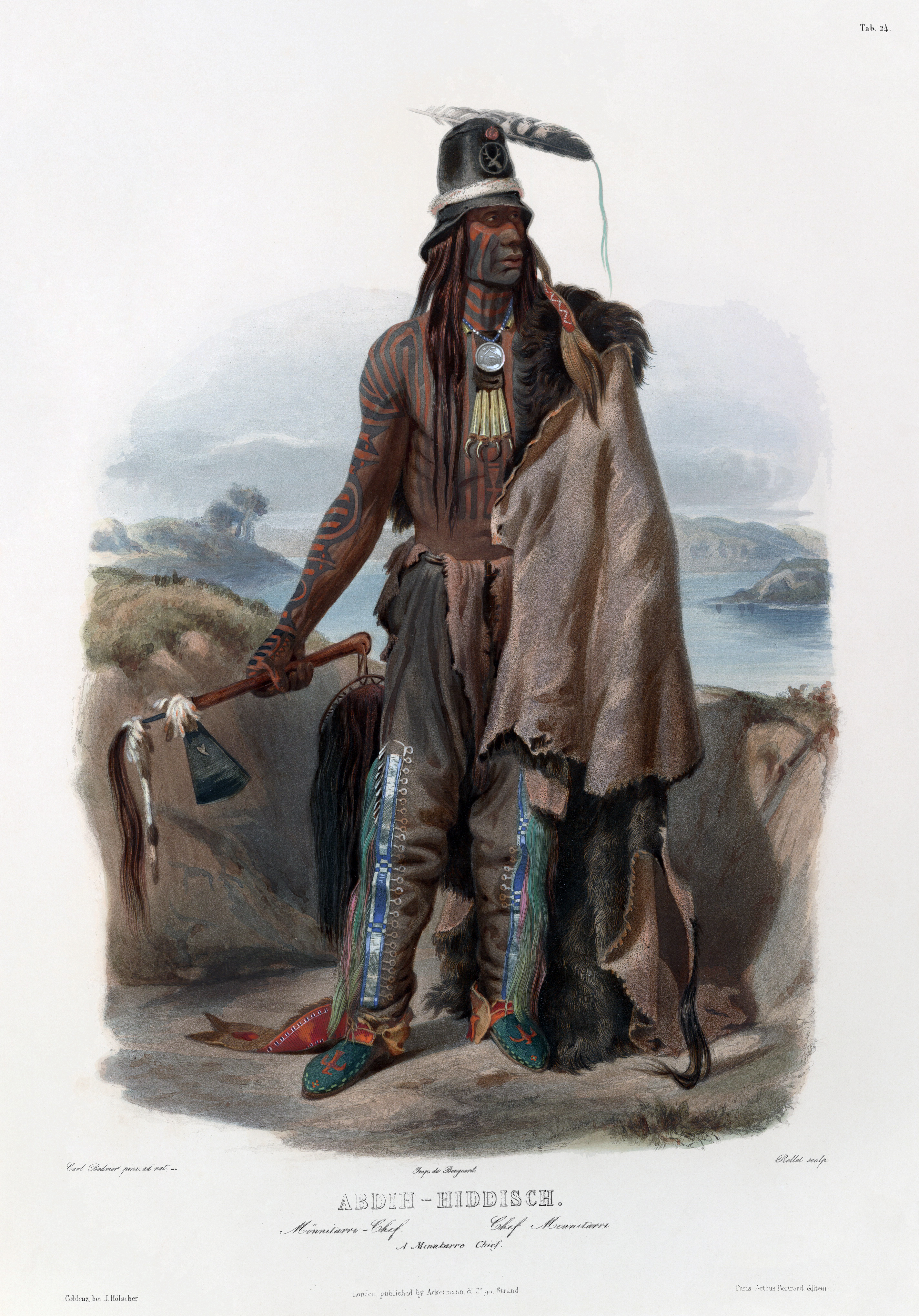
Малюнок вождя племені хідатса. 1840-ві

Хідатса (англ. Hidatsa — індіанське плем'я, корінний американський народ. Вони зараховані до федерально визнаних трьох афілійованих племен резервації Форт-Бертольд у Північній Дакоті. Їхня мова споріднена з мовою кроу. Входять до союзу трьох племен — манданів, арікара та хідатса. Мова хідатса досить близька мові племені кроу. Сучасне плем'я хідатса виникло в результаті поєднання трьох племен з різною історією: власне хідатса, аватикса та аваксаві. Племена об'єдналися після їхнього переселення на річку Міссурі.
Внаслідок спільного проживання з сусідами-манданами було укладено багато змішаних шлюбів; в результаті, як правило, мандани розуміють мову хідатса і навпаки.
Хідатса колись жили в напівпостійних селах у верхів'ях річки Міссурі між річками Харт і Мала Міссурі на території сучасної Північної Дакоти. До початку періоду запроторення корінного населення Північної Америки до резервацій наприкінці XIX століття і відсутності обмежень щодо доступу племені до їхніх традиційних територій, хідатса були напівосілими людьми, які жили в куполоподібних будиночках із земляних берм; вони вирощували кукурудзу (маїс), боби, кабачки, тютюн і виготовляли гончарний посуд. Жінки хідатса вирощували всі продовольчі культури, а тютюн вирощували та торгували ним чоловіки. Чоловіки також полювали на бізонів та іншу велику дичину і вели війну.
Традиційна соціальна організація Хідатса була структурована навколо кланових ліній, вікових груп та інших верств населення, включаючи кілька військових товариств для чоловіків і різноманітність чоловічих і жіночих релігійних товариств. Походження велося по материнській лінії. Як і в інших індіанців Великих рівнин, Танець Сонця був головним релігійним ритуалом, який передбачав тривалу підготовку, священні обітниці, молитву та самопожертву.
Мова хідатса найбільше пов'язана з мовою народу кроу, з якою вони колись були об'єднані. Після суперечки про розподіл туші буйвола десь між кінцем XVII та початком XVIII століть, кроу вирішили залишити сільське життя та стати мандруючими вершниками. Обидва племена підтримували тісні торгові стосунки і часто вступали в шлюби.
У 1837 році епідемія віспи настільки сильно зменшила чисельність хідатса та манданів, що два племені об'єдналися в одному селі, щоб створити ефективний захист від свого традиційного ворога, сіу. Постійні переслідування з боку сіу та інших ворогів змусили хідатса та мандани перенести село на нове місце поблизу Форт-Бертольд. Багато арікара приєдналися до них у 1862 році, також у пошуку прихистку. З 1868 року хідатса, мандан і арікара, спільно відомі як три споріднені племена, жили разом на території, яка зараз є резервацією Форт-Бертольд у Північній Дакоті.